# 豊島区立池袋小学校
豊島区立池袋小学校（としまくりつ いけぶくろしょうがっこう）は、東京都豊島区池袋4丁目にある公立小学校。

## 概要
本校は、豊島区立大明小学校（旧:池袋第四小学校）と豊島区立池袋第五小学校が統合し、設立された学校である。

## 沿革
- 2005年（平成17年）
  - 4月1日 - 開校。開校時点の児童数は326名。
  - 4月6日 - 開校式挙行。
  - 6月25日 - 開校記念日制定。
  - 11月18日 - 校歌制定。
- 2008年（平成20年）9月 - 校庭改修。
- 2009年（平成21年）10月3日 - 創立5周年記念式典挙行。
- 2015年（平成27年）11月21日 - 創立10周年記念式典挙行。
- 2016年（平成28年）4月1日 - オリンピック・パラリンピック教育重点校。
- 2018年（平成30年）4月1日 - オリンピック・パラリンピック教育アワード校指定。
- 2019年（平成31年・令和元年）
  - 4月1日 - オリンピック・パラリンピック教育アワード校指定。
  - 10月4日 - 体育館空調装置設置工事完了。

## 教育目標
- 〇考える子
- ○思いやりのある子
- ○元気な子
- ◎やりとげる子

## 通学区域と進学先中学校
出典

### 通学区域
- 池袋1丁目（全域）
- 池袋2丁目（全域）
- 池袋3丁目（全域）
- 池袋4丁目（全域）
- 西池袋1丁目（21番～25番・29番～44番）

### 進学先中学校
公立中学校に進学する場合
- 豊島区立西池袋中学校

## 学校周辺
- 劇場通り - 正門が沿道にある豊島区道
- 宗教法人日本キリスト教団池袋西教会付属池袋いづみ幼稚園 - 敷地が隣接、かつ進学前幼稚園のひとつ。
- 豊島地方合同庁舎
- 東京法務局豊島出張所
- 区民ひろば池袋
- 池袋第二区民集会室
- 池袋四丁目公園
- 池袋公園
- 首都高5号池袋線
- 国道254号線 - 学校付近では、首都高の下を通る。

以下は、首都高速道路5号池袋線・国道254号をはさんだ所にある。
- 警視庁池袋警察署川越通交番
- 重林寺
- なお、本校は国道254号が近いため、ロードサイド店なども点在するほか、池袋駅（西口）に近いため、マンション・アパートやホテル等も点在する。

## アクセス
- 国際興業バス「光02」・「池55」・「赤51」・「赤97」の各系統で、「池袋四丁目」バス停下車後、
  - 「のりば1」（池袋駅発系統）から、徒歩約235m・約3～4分。
  - 「のりば2」（池袋駅行停留所・重林寺側）から、約325m・約5分。
    - なお、バス停から学校敷地は近いが、校門設置箇所と道路の位置関係（特に「のりば2」からは、国道を横切る横断歩道を渡る必要がある）で、若干遠廻りとなる。